# Robert Lucas
Robert Emerson Lucas, Jr. (Yakima, Washington; 15 de septiembre de 1937-Chicago, Illinois; 15 de mayo de 2023) fue un economista estadounidense. Profesor de la Universidad de Chicago, laureado con el Premio de Economía Conmemorativo de Alfred Nobel en 1995, es principalmente conocido por ser uno de los autores de la Teoría de las expectativas racionales.

## Trayectoria
Se graduó en estudios de Historia en 1959 y obtuvo luego un doctorado en Economía en 1964, ambos títulos de la Universidad de Chicago. Dio clases en la Universidad Carnegie Mellon hasta 1975, cuando regresó a la Universidad de Chicago. 
Probablemente uno de los economistas más notables de todos los tiempos y sin duda influyentes desde los años 70. Su principal aporte ha sido en el campo de la teoría macroeconómica, introduciendo los fundamentos microeconómicos para justificar los modelos macroeconómicos. Se le conoce en primer lugar, por sus investigaciones acerca de las implicaciones de asumir las expectativas racionales. Ha sustentado la visión del ciclo económico como equilibrio dinámico. Desarrolló el concepto de la Crítica de Lucas sobre política económica, la cual sostiene que relaciones entre parámetros que parecen permanecer estables, como por ejemplo la aparente relación entre inflación y desempleo, cambian en respuesta a cambios de la política económica. Asimismo ayudó al desarrollo del modelo de las Islas-Lucas, que sugiere que la población puede ser engañada por medio de la política monetaria.

## Contribuciones

### Expectativas racionales
Es muy conocido por sus investigaciones sobre las implicaciones de la asunción de la teoría de las expectativas racionales. Lucas (1972) incorpora la idea de expectativas racionales en un modelo dinámico de equilibrio general. Los agentes del modelo de Lucas son racionales: sobre la base de la información disponible, forman expectativas sobre los precios y las cantidades futuras y, basándose en estas expectativas, actúan para maximizar la utilidad esperada de por vida. También proporcionó una teoría fundamental para la visión de Milton Friedman y Edmund Phelps sobre la neutralidad a largo plazo del dinero y proporciona una explicación de la correlación entre producción e inflación, representada por la curva de Phillips. Recientemente, se ha cuestionado la neutralidad de la moneda, utilizando en particular las técnicas de quienes la defienden.

### Crítica de Lucas
Lucas (1976) desafió los fundamentos de la teoría macroeconómica (previamente dominada por el enfoque económico keynesiano), argumentando que un modelo macroeconómico debería ser construido como una versión agregada de modelos microeconómicos (para poder hacer predicciones, si el modelo busca solo generar pronósticos a corto plazo Lucas no le exige microfundamentos), mientras que observa que la agregación en el sentido teórico puede no ser posible dentro de un determinado modelo. Desarrolló la "crítica Lucas" de la formulación de políticas económicas, que sostiene que las relaciones que parecen mantenerse en la economía, como una aparente relación entre la inflación y el desempleo, podrían cambiar en respuesta a cambios en la política económica. Esto llevó al desarrollo de la nueva macroeconomía clásica y a la búsqueda de fundamentos microeconómicos para la teoría macroeconómica.

### Otras contribuciones
Desarrolló una teoría de la oferta que sugiere que la gente puede ser engañada por una política monetaria no sistemática. Además, desarrolló el modelo Uzawa-Lucas (con Hirofumi Uzawa) de acumulación de capital humano. 
Y también la "paradoja de Lucas", que considera por qué no fluye más capital de los países desarrollados a los países en desarrollo. Este planteamiento (1988) es una contribución fundamental en la literatura sobre desarrollo económico y crecimiento. Lucas y Paul Romer anunciaron el nacimiento de la teoría del crecimiento endógeno y el resurgimiento de la investigación sobre el crecimiento económico a finales de los años ochenta y los noventa.
Realizó contribuciones fundamentales a la economía del comportamiento y proporcionó la base intelectual para la comprensión de las desviaciones de la ley de un precio basado en la irracionalidad de los inversionistas.
En 2003, declaró, aproximadamente cinco años antes de la Gran Recesión, que "el problema central de la prevención de la depresión ha sido resuelto, para todos los propósitos prácticos, y de hecho ha sido resuelto por muchas décadas". Sin embargo, no deben confundirse los conceptos "recesión" y "depresión". Lucas se refería a una caída sostenida en la actividad económica, similar a la Gran Depresión de la década de 1930.